# Río Alberche
Río Alberche är ett vattendrag i Spanien. Det ligger i den centrala delen av landet, 100 km sydväst om huvudstaden Madrid.